# Andronik Lampardas
Andronik Lampardas (gr. Ἀνδρόνικος Λαµπαρδάς) – bizantyński arystokrata i wojskowy.
Był jednym z autorów bizantyńskiego zwycięstwa nad Węgrami w 1167 roku. W 1182 porzucił udał się na wschód w celu stłumienia buntu Jana Komnena Watatzesa. We wrześniu 1183 sam z kolei zbuntował się przeciw cesarzowi Andronikowi I Komnenowi.